# 다니엘 캄브로네로
다니엘 아르투로 캄브로네로 솔라노(스페인어: Daniel Arturo Cambronero Solano, 1986년 1월 8일 ~ )는 코스타리카의 축구 선수이다. 산토스와 코스타리카 축구 국가대표팀에서 뛰고 있다.